# Baltischer Ring
Der Baltische Ring (engl. Baltic Ring, dt. auch Ostseering) war ein länderübergreifendes Vermessungsnetz, das alle Küstengebiete und Anrainerstaaten der Ostsee verband und die Form einer ringförmigen, 2500 Kilometer langen, meist doppelten Triangulationskette besaß.
Dieses für die Geodäsie der Zwischenkriegszeit beispielgebende Großprojekt – es stellte das erste wirklich internationale Triangulationsnetz dar und entstand noch vor den ähnlich konzipierten Projekten des Sowjetischen Netzes und des Europanetzes, deren erstes Teilstück es bildete – wurde als erstes Großnetz einer mathematisch strengen astrogeodätischen Netzausgleichung mit Einbeziehung zahlreicher Laplacepunkte unterzogen, was seine Genauigkeit auf damals unerreichbar erscheinende 0,3" (1,5 ppm oder 15 cm auf 100 km) steigerte.
Das Ringnetz umfasst etwa 150 Punkte erster Ordnung, deren Distanzen im Mittel etwa 40 km betragen (je nach Topografie 25 bis 60 km) und erstreckte sich von Norddeutschland und Westpreußen als Doppelkette über kleine Teile Polens nach Ostpreußen und über das restliche Baltikum (Litauen, Lettland und Estland) nach Südfinnland, folgte dem finnischen Meerbusen nach Mittel- und Südschweden und über den Sund Dänemarks zurück aufs Festland zum Knoten Berlin.
Die Ausgleichung (Minimierung der Restfehler) erfolgte aufgrund der Helmert’schen Punktprojektion nach der Korrelatenmethode (eine Art bedingter Netzausgleichung). Zunächst wog die Kommission diese Methode gegen einen Ausgleich nach Koordinaten (vermittelnde Ausgleichung) ab und entschied sich dann für sie, nachdem Ölander für den südfinnischen Dreieckskranz die besten Ergebnisse erzielt hatte. Der Ring rund um die Ostsee wurde in neun Triangulationsketten zerlegt, die einem großen Neuneck folgten und jede für sich unter Einbeziehung der Basislinien- und der laplaceschen Bedingungsgleichungen ausgeglichen wurden (heute folgt man bei internationalen Netzen in militärisch kritischen Gebieten demselben Gedanken, weil er den Datenaustausch der Punktkoordinaten nur an den Knotenpunkten ermöglicht, während die Koordinaten der restlichen Vermessungspunkte dem alleinigen Verfügungsrecht der einzelnen Staaten vorbehalten bleiben).
Im Detail unterscheidet sich die Netzgeometrie zwischen den einzelnen Staaten erheblich, sodass einige „Schwachpunkte“ die Genauigkeit des Gesamtnetzes beeinträchtigen konnten. Obwohl die Geometrie von Einzelketten (Aneinanderreihung von einzelnen Dreiecken; vor allem im Baltikum und südwestlichen Finnland), Doppelketten (zwei direkt verbundene Einzelketten; vor allem in Deutschland, Dänemark und Finnland) und Vierfachketten (in Ostpreußen) bis zu hochpräzisen Traversen und drei Rahmennetzen (in Schweden) wechselt, ist die Netzgüte relativ einheitlich.
Das neuneckige Polygon gruppierte sich um neun regionale Knotenpunkte (Deutschland 2, Baltikum 2½, Finnland 1½, Schweden 2, Dänemark 1). Seitens der Landesvermessung waren die drei Überquerungen von Meeresengen besonders kritisch und erforderten messtechnisch große Sorgfalt und einen theoretisch fundierten Ausgleich der Richtungsmessungen. Ebenso gründlich erfolgte die astronomisch-geografische Längendifferenz-Messungen zwischen den Netzknoten beziehungsweise den Landeszentren.
Die Ausgleichung selbst erfolgte nach einer Korrelaten-Methode und die Lösung des für damalige Rechenhilfsmittel riesigen Normalgleichungs-Systems nach den Eliminationsverfahren von Gauß beziehungsweise von Choleski-Rubin. Für die Bedingungsgleichungen der Laplacepunkte erwies sich Ölanders Methode (direkt in der Ausgleichung der Dreiecksketten) jener von Krassowski überlegen (iterativ, strenge Bedingungen erst im Hauptausgleich). Andere Varianten wurden vom deutschen Geodäten Eggert (Mitautor des Handbuch der Vermessungskunde) und dem Schweden Asplund entwickelt, aber erst im späteren Europanetz in größerem Stil angewandt.
Ein vorläufiger Abschluss der Berechnungen erfolgte nach der 9. Tagung der Baltischen Geodätischen Kommission (Helsinki, 1937) und danach seitens der Heeresvermessung des „Dritten Reichs“, der endgültige unter der Ägide der USA zwischen 1946 und 1950 im Rahmen des deutschen zentraleuropäischen Netzes (ZEN, Leitung: Helmut Wolf) und des Europanetzes.
Die Kooperation der Vermessungsbehörden erlitt jedoch nach 1945 durch den Kalten Krieg einen schweren Rückschlag, von dem sie sich nicht mehr erholen konnte. Wichtiger wurde bald eine breite nord- und westeuropäische Kooperation zur Etablierung des ReTrig und des ED50, sowie später zur Erweiterung des WEST (westeuropäisches Satellitennetz) auf Mittel- und Osteuropa.